# Aleš Primc
Aleš Primc, slovenski politik, publicist, filozof in civilnodružbeni aktivist. * 20. november 1973, Ljubljana. 

## Življenjepis
Aleš Primc je Ljubljančan dolenjskih korenin, ki se je šolal na Gimnaziji Poljane, kasneje pa je na filozofski fakulteti doštudiral filozofijo. Leta 1996 je diplomiral z delom Problem duhovnih znanosti pri Diltheyu, Heideggru in Gadamerju. 
Svoje politične izkušnje je začel pridobivati kot predsednik Mladih krščanskih demokratov (med leti 1997 in 1999) in kot predsednik Glavnega odbora Slovenske ljudske stranke (v letih 2007 in 2008). Je predsednik »Gibanja za otroke in družine«, ter predsednik politične stranke »ZA Slovenijo – Glas za otroke in družine«. Za predsednika stranke je bil izvoljen na ustanovnem kongresu 25. marca 2017 v Škofji Loki in ponovno za štiriletni mandat na 1. rednem kongresu stranke 25. novembra 2021. Kot predsednik le-te jo predstavlja ter vodi njen izvršilni odbor. 
Leta 2022 ga je stranka Glas za otroke in družine izbrala za svojega županskega kandidata na lokalnih volitvah v Ljubljani. Njegova kampanja je temeljila na pomenu tradicionalne družine, infrastrukturi, izboljšanju zdravstvenega sistema in dostopnosti za starejše občane. Na volitvah 20. novembra 2022 je dosegel tretje mesto med županskimi kandidati in bil izvoljen v mestni svet.
Leta 2023 je kot predstavnik ljubljanske opozicije pozval na številne shode. Med drugim je stranka organizirala protest pred stavbo Magistrata, ki se je odvil v ponedeljek, 27. februarja. Drugi protestni shod se je nato odvil 20. marca, na obeh pa so zbrani poudarili nasprotovanje po njihovem mnenju spornemu kanalizacijskemu kanalu C0. Shod se še vedno odvija vsak mesec pred sejo Mestnega sveta MO Ljubljana.
Bori se za otroke, mlade, družine, stare starše in tudi za še nerojene otroke, zato je eden izmed glavnih zagovornikov ukinitve umetne prekinitve nosečnosti. Po njegovem mnenju temelji zakonska zveza na predpostavki zvestobe, drugi temelj zakonske zveze pa je zanj narava. Trdi, da smo ljudje dveh spolov, ki lahko le skupaj tvorita celoto človeka. Najbolj intimna združitev pa je po njegovem potrebna za naravno spočetje novega človeškega življenja. To utemeljuje z dejstvom, da tako ni le pri človeku, ampak pri večini živega sveta. Bil je tudi pobudnik več prijavljenih protestov proti umetni prekinitvi nosečnosti ter posvojitvi otrok v družine istospolnih partnerjev. Zbiral je podpise za več referendumov o spremembah družinskega zakonika v letih 2001, 2012 in 2015. Na njih so se volivci odločali, ali želijo izenačiti pravice istospolnih parov s tradicionalno družino ter omogočiti zakonsko zvezo istospolnim parom.
Aktiven pa je tudi na založniškem področju. Predvsem je raziskoval religiozne vsebine, s poudarkom na Slovencih ter o nekaterih najbolj znanih osebah izdal knjige.

## Dela
- Problem duhovnih znanosti pri Diltheyu, Heideggru in Gadamerju (1996) – diplomska naloga
- Ivan Oman, glas ljudstva v prelomnem asu, ob 80-letnici (2009)
- Jakob Prašnikar, svetnikov učitelj in prijatelj (2011)
- Janez Evangelist Krek za Slovence (2017), sourednik z Janezom Juhantom; izbor del in spisov duhovnika in narodnega voditelja dr. Janeza Evangelista Kreka (1865–1917) ob stoletnici smrti